# Serica brunnescens
Serica brunnescens är en skalbaggsart som beskrevs av Frey 1972. Serica brunnescens ingår i släktet Serica och familjen Melolonthidae. Inga underarter finns listade i Catalogue of Life.